# Bruingrijze kokermot
De bruingrijze kokermot (Coleophora serratella) is een vlinder uit de familie van de kokermotten (Coleophoridae). De wetenschappelijke naam is gepubliceerd in 1761 door Linnaeus.
De soort komt voor in Europa.